# Şanlıurfaspor
Der Şanlıurfaspor ist ein türkischer Fußballverein aus Şanlıurfa. Ihre Heimspiele bestreitet die Mannschaft im 11 Nisan Stadyumu. Die Vereinsfarben sind gelb-grün und wurden vom Schriftsteller Mustafa Dişli vorgeschlagen, wobei das Gelb eine reife Weizenähre und das Grün eine unreife Weizenähre darstellen soll. Neben Fußball hat der Verein eine Basketballmannschaft, welche in der Amateurliga am Wettbewerb teilnimmt.

## Geschichte

### Gründung
Der Verein entstand am 1. Juni 1963 aus einer Fusion der Vereine Kahraman Uyanışspor, Beşiktaş und 11 Nisanspor. Am professionellen Spielbetrieb nahm der Verein das erste Mal in der Saison 1969/70 teil. In der damals dritthöchsten türkischen Liga, der 3. Türkiye Ligi, bestritt man das erste Spiel gegen Kırşehirspor.
Die nachfolgenden Jahre nahm der Verein an der dritthöchsten und zweithöchsten türkischen Liga teil.
Die Saison 2011/12 beendete man als Meister der TFF 2. Lig und erreichte damit nach elfjähriger Abstinenz den direkten Aufstieg in die TFF 1. Lig.

## Ligazugehörigkeit
- 2. Liga: 1977–1985, 1989–1990, 1995–2001, 2012–2017
- 3. Liga: 1969–1977, 1985–1989, 1990–1995, 2001–2012, seit 2017

## Kader Saison 2025/26
| Nr. |         | Position | Name               |
| --- | ------- | -------- | ------------------ |
|     | Turkei  | TW       | Burak Öğür         |
|     | Turkei  | TW       | Enes Kalyoncu      |
|     | Schweiz | AB       | Levent Gülen       |
|     | Turkei  | AB       | Mazlum Demir       |
|     | Turkei  | AB       | Recep Yemişci      |
|     | Turkei  | AB       | Bilal Selamet      |
|     | Turkei  | AB       | Ali Kerem Bostancı |
|     | Turkei  | AB       | Burak Çamoğlu      |
|     | Turkei  | AB       | Arda Yılmaztürk    |
|     | Turkei  | MF       | Orhan Nahırcı      |

| Nr. |        | Position | Name               |
| --- | ------ | -------- | ------------------ |
|     | Turkei | MF       | Mahmut Küçük       |
|     | Turkei | MF       | Hasan Acar         |
|     | Turkei | MF       | Safa Kınalı        |
|     | Turkei | MF       | Salih Şen          |
|     | Turkei | MF       | Güney Tutcuoğlu    |
|     | Turkei | MF       | Çınar Tarhan       |
|     | Turkei | ST       | Berk Yıldız        |
|     | Turkei | ST       | Emircan Altıntaş   |
|     | Turkei | ST       | Furkan Şamil Çetin |

Letzte Aktualisierung: 14. Juli 2025

## Ehemalige bekannte Spieler
| - Metin Altınay - Mehmet Altıparmak - Abdullah Çetin - Şadi Çolak - Oğuz Dağlaroğlu - Erdal Sezek - Fazlı Ulusoy - Fevzi Özkan | - Hikmet Çapanoğlu - Mehmet Akyüz - Erhan Namlı - Taylan Eliaçık - Alaattin Tosun - Köksal Yedek - Mehmet Yiğit - Emre Yüksektepe | - Çetin Güngör - İsmail Dinler - Ömer Kılıç - Koray Avcı - Carlos Fortes - Daudet N’Dongala |

## Ehemalige Trainer (Auswahl)
| - Candemir Berkman (Januar 1978 – März 1978) - Murat Özgen (Juli 1993 – November 1993) - Yücel İldiz (Juli 1996 – Februar 1996) - Aldoğan Argon (Juli 1997 – Mai 1998) - Levent Arıkdoğan (September 1998 – Mai 1999) - Mustafa Ceviz (Juli 1999 – November 1999) - Adnan Dinçer (November 1999 – März 2000) - Orhan Kapucu (August 2000 – September 2000) - Aldoğan Argon (September 2000 – Mai 2001) - Mustafa Ceviz (August 2001 – März 2002) - Hüseyin Dağ (Januar 2003 – Februar 2003) - Ali Güneş (August 2003 – Februar 2004) - Levent Arıkdoğan (Februar 2004 – Mai 2004) - Erdi Demir (August 2004 – Oktober 2004) - Ercan Albay (Oktober 2004 – Februar 2005) - Hüseyin Dağ (Februar 2005 – Mai 2005) - Yavuz İncedal (August 2005 – 2006) - Mustafa Çapanoğlu (August 2006 – Mai 2007) - Erkan Sözeri (September 2007 – Dezember 2007) - Bedih Şahapoğlu 1 (April 2008 – Mai 2008) | - Mustafa Çapanoğlu (August 2008 – Oktober 2008) - Mehmet Şahan (Oktober 2008 – September 2010) - Ekrem Al (September 2010 – Januar 2011) - Kemal Kılıç (August 2011 – September 2012) - Bahri Kaya (September 2012 – März 2013) - Raşit Çetiner (März 2013 – September 2013) - Ömer Can Göksu 1 (September 2013 – Oktober 2013) - Ömer Can Göksu (Oktober 2013 – November 2013) - Reha Kapsal (November 2013 – Februar 2014) - Hüseyin Dağ 1 (Februar 2014 – Mai 2014) - Cihat Arslan (Juni 2014 – Februar 2015) - Osman Özköylü (Februar 2015 – Juni 2015) - Engin Korukır (Juli 2015 – September 2015) - Hüseyin Dağ (September 2015 – November 2015) - Tugay Kerimoğlu (November 2015 – April 2016) - Erhan Altın (April 2016 – Mai 2016) - Ünal Karaman (August 2016 – November 2016) - Kemal Kılıç (Dezember 2016 – März 2017) - Ogün Temizkanoğlu (März 2017 – Mai 2017) - Hayati Soydaş 1 (Mai 2017) - Ferudun Şaban Yarkın 1 (November 2018 – ) |

## Präsidenten (Auswahl)
- Fethi Şimşek
- İsmail Bağıban
- Emin Yetim